# Арапша
Араб-Шах Музаффар (старотат. عربشاه‎, Арабшах, Араб-оглан, в русских летописях Арапша) — шибанид, хан Золотой Орды в 1377—1380 годах в период «Великой замятни».

## Биография
Точная дата рождения не поддаётся определению, поскольку и древнерусские, и татаро-монгольские письменные источники упоминали государственных деятелей Заволжья только в связи с какими-либо событиями. Сведения о нём появляются, начиная с 1377 года, когда он совершает поход на Русь. Для объединённого московско-нижегородского войска, вышедшего навстречу татарам, военная акция по предотвращению набега обернулась сокрушительным поражением, получившим впоследствии название «Пьянского побоища».
Современные историки предполагают, вслед за указанием русских летописей, что Араб-шах в это время перешёл на службу к темнику Мамаю (правителю западной части Орды) и рассматривают поход против Руси как карательный. Однако возможны и другие трактовки. После разгрома русского войска (2 августа) Араб-шах разграбил Нижний Новгород (5 августа) и в том же году совершил набег на Засурье. После этого сведения о нём в летописях прекращаются. Ряд современных исследователей считают это мнение ошибочным]. Но некоторые современные исследователи считают ошибочным устоявшееся в историографии мнение об участии войска Арабшаха в разгроме на Пьяне и разорении Нижнего Новгорода. По их мнению царевич пришёл в том же августе на нижегородские земли, но ограничился разорением Засурья, а побоище на Пьяне и разорение Нижнего Новгорода совершили татары Мамая, враждебного Арапшаху.
Потомками Арапшаха некоторые исследователи считают ханов кочевых узбеков, основавших Хивинское ханство после 1512 года, а от его брата Ибрагима выводят другую ветвь узбекских ханов, создавшая Бухарское ханство в начале XVI века.
Как свидетельствуют нумизматические данные, Араб-шах владел Сараем (столицей всей Орды) в 779 г. х.. Известны отчеканенные им монеты (май 1377 — апрель 1378). Его правление, по-видимому, продолжалось вплоть до захвата Сарая Тохтамышем.

## Личные качества
Карамзин сообщает, что летописцы говорят о нем: «он был карла станом, но великан мужеством, хитр на войне и свиреп до крайности».